# 골동품상 부부 납치 살해 사건
골동품상 부부 납치살해사건(骨董品商夫婦拉致殺害事件)은 1979년 6월 20일 서울 종로구 부암동의 골동품상 "금당"의 주인 부부와 운전기사가 납치되어 살해된 사건이다. 
이 사건은 사건 발생 백일만에 용의자 박철웅(당시 32세)형제와 내연처가 체포되면서 해결됐다. 전직 경찰관이었던 내연처의 아버지가 사건의 해결에 핵심적인 제보를 했다.